# 棲舍努普利
棲舍努普利（日语： Chise-nupuri）是日本北海道一座橫跨岩内郡共和町和磯谷郡蘭越町的休眠火山，標高1134.2公尺，位於新雪谷連峰東山系，是北海道百名山之一，同時也是新雪谷積丹小樽海岸國定公園的一部分。

## 概要

### 地質

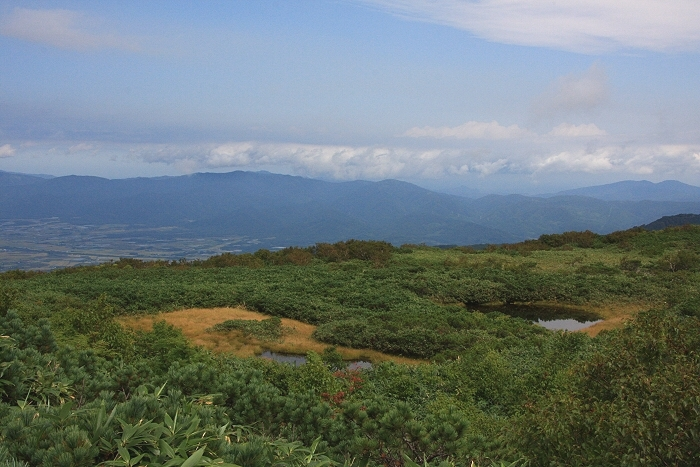
棲舍努普利山頂的池沼

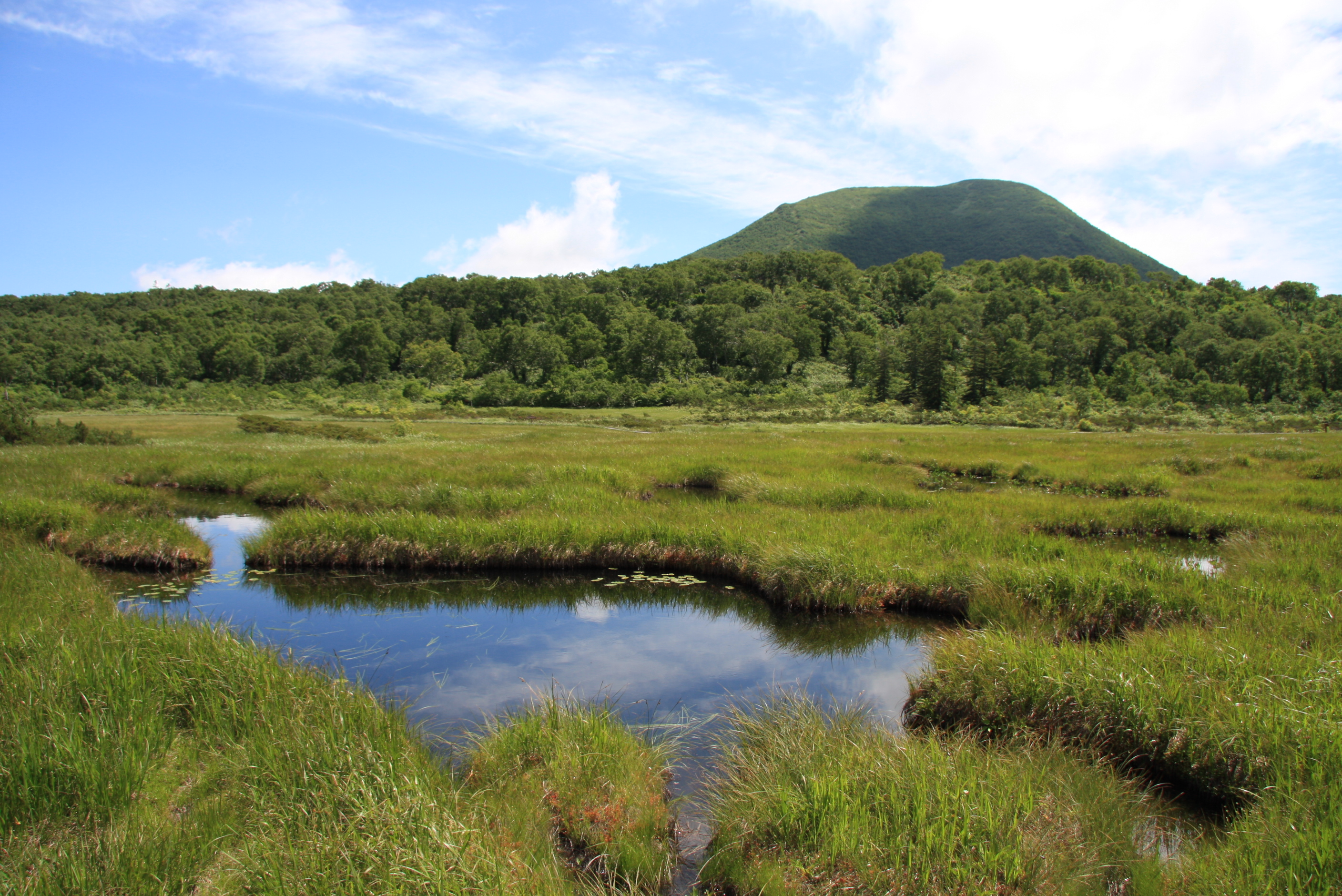
從神仙沼望向棲舍努普利

棲舍努普利的山名來自阿伊努語cise-nupuri，意為「棲舍（阿伊努人的傳統房屋）狀的山」。約30万年前（第四紀更新世）有過火山活動，在新雪谷連峰中屬於新期火山。山頂部是一個火山穹丘，最高點在名為「袴腰」的二等三角點上。

### 水系
棲舍努普利與石楠花岳的鞍部南側發源有南部川匯入尻別川，北側則有一個名為長沼的池沼，並發源有宿內川匯入堀株川。與林多努普利的鞍部南側則發源有馬場川、新雪谷安別二號川等多條河流匯入尻別川。
棲舍努普利低矮的山頂火山口下有多個微小型湖沼，另與林多努普利的鞍部北側有名為大谷地的大片濕地。神仙沼位於山體北面的熔岩臺地上。

## 觀光

### 溫泉
棲舍努普利南麓有溫泉湧出，現已形成溫泉鄉，有多棟溫泉旅館和療養設施。

### 滑雪
棲舍努普利南部斜面建有滑雪場，有4條不同等級的雪道。

## 登山
有兩個登山口通往棲舍努普利頂峰。
- 林多努普利登山口（北側）

這是和林多努普利的共同登山口。位於北海道道66號岩内洞爺線在共和町和蘭越町的峠。登山口標高832公尺，登山道長0.93公里。上山約需1小時，下山約需45分鐘。
- 新雪谷湯本溫泉登山口（南側）

位於新雪谷湯本溫泉和棲舍努普利滑雪場附近。登山口標高550公尺，登山道長2.91公里。上山約需2小時20分，下山約需1小時45分鐘。
因山上多強風且途中沒法補給食水，後志綜合振興局呼籲登山者需充分注意水分補給和防寒。

## 交通

### 鐵道
- JR北海道函館本線新雪谷站

### 道路
- 北海道道66號岩内洞爺線

## 鄰近山峰
- 硫黃山 (北海道虻田郡)（1116公尺）
- 林多努普利（1080公尺）
- 石楠花岳（1074公尺）
- 白樺山（931公尺）